# Evoluta
Evoluta krivulje (eng. evolute) krivulja je koja nastaje kad središte zakrivljenosti krivulje u {\displaystyle R^{2}} mijenja svoj položaj u ravnini kada "putuje" po krivulji.
Evoluta se određuje formulom:
{\displaystyle (X,Y)=\left({x-y'{\frac {x'^{2}+y'^{2}}{x'y''-x''y'}},\;y+x'{\frac {x'^{2}+y'^{2}}{x'y''-x''y'}}}\right)}